# Peter Skinner
Peter Skinner, né le 1er juin 1959 à Oxford, est un député européen du Parti travailliste britannique.